# مجاور (شیمی)

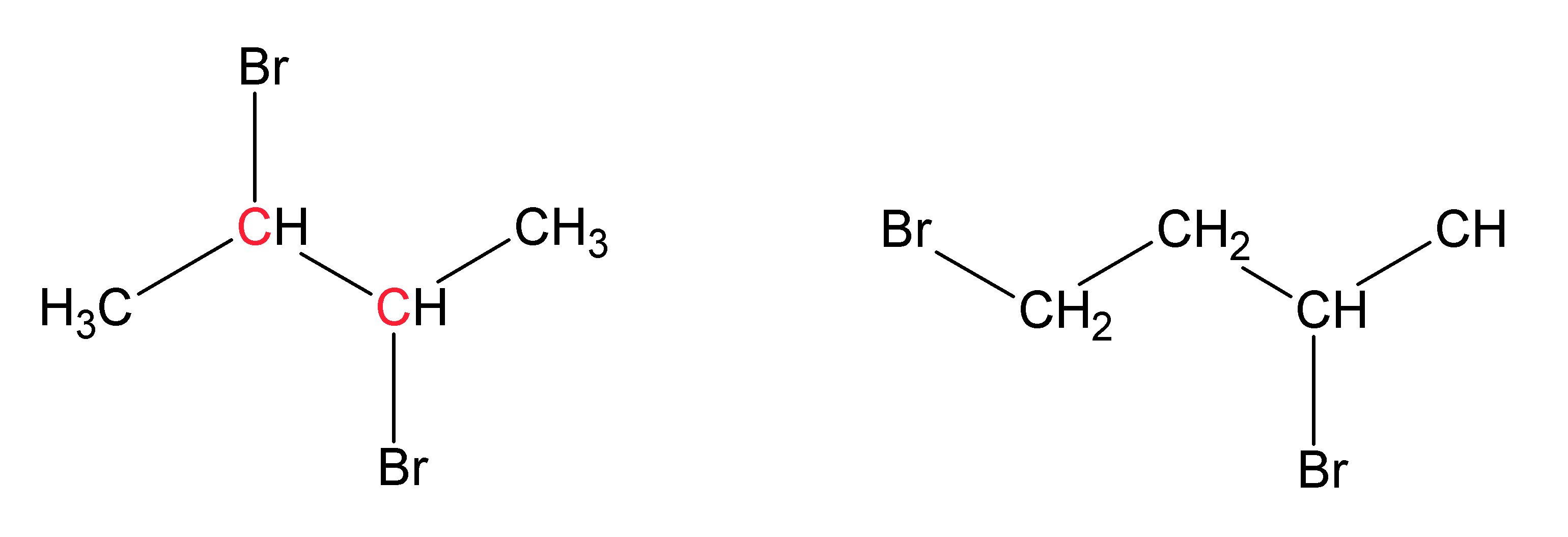
در ترکیب سمت چپ دو گروه عاملی مجاور به کربن‌های قرمز رنگ متصل هستند ولی در ترکیب سمت راست گروه عاملی مجاور وجود ندارد.

مجاور یا همسایه (به انگلیسی: Vicinal) اصطلاحی در علم شیمی است که به دو گروه عاملی که به دو کربن متصل به یکدیگر پیوند خورده باشد، گفته می‌شود.
|                                                                  | آلکان | ژمینال | ویسینال    | جدا از هم    |
| متان                                                             |       |        | وجود ندارد | وجود ندارد   |
| اتان                                                             |       |        |            | not existing |
| پروپان                                                           |       |        |            |              |
| استخلاف‌ها بر روی یک دی‌بروموآلکان به رنگ قرمز نمایش داده شده است. |       |        |            |              |